# Rosselhalde (Naturschutzgebiet)
Koordinaten: 49° 45′ 55″ N, 7° 14′ 7″ O

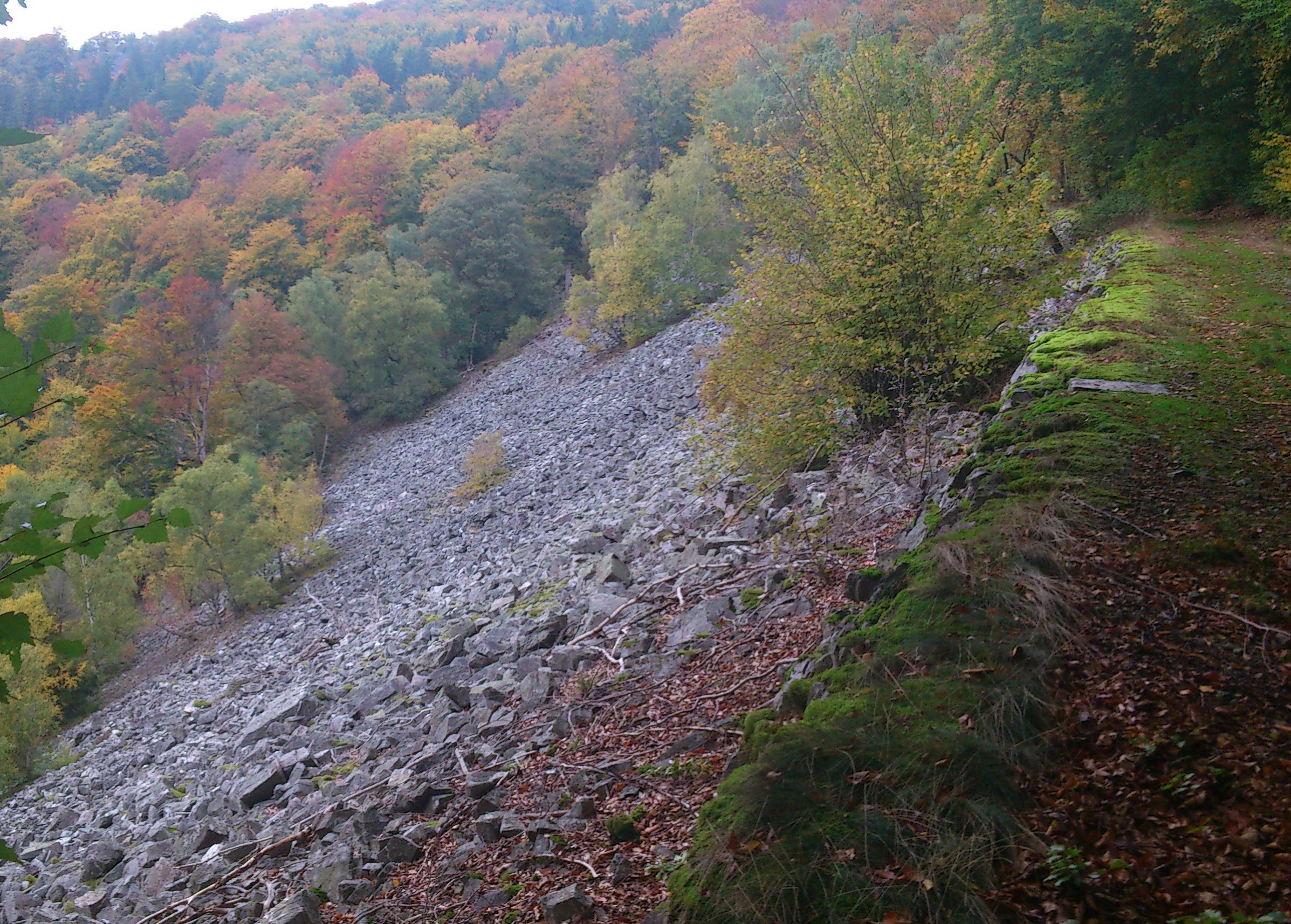
Naturschutzgebiet Rosselhalde (Oktober 2013)

Das Naturschutzgebiet Rosselhalde liegt im Landkreis Birkenfeld in Rheinland-Pfalz.
Das 51,4 ha große Gebiet, das mit Verordnung vom 12. September 1939 unter Naturschutz gestellt wurde, erstreckt sich nordwestlich der Ortsgemeinde Kirschweiler am Südwesthang zum Idarbach im Nationalpark Hunsrück-Hochwald. Direkt unterhalb verläuft auch die B 422.
Das Naturschutzgebiet ist geprägt durch Blockschutthalden aus Taunusquarzit mit ihren spezifischen Pflanzengesellschaften, u. a. Ahorn-Linden-Blockschuttwald oder Eichenhangschuttwald.